# Mississauga-Est—Cooksville (circonscription provinciale)
Circonscription électorale provinciale du Canada
Mississauga-Est—Cooksville ((en) Mississauga-East—Cooksville ) est une circonscription provinciale de l'Ontario représentée à l'Assemblée législative de l'Ontario depuis 2007.

## Géographie

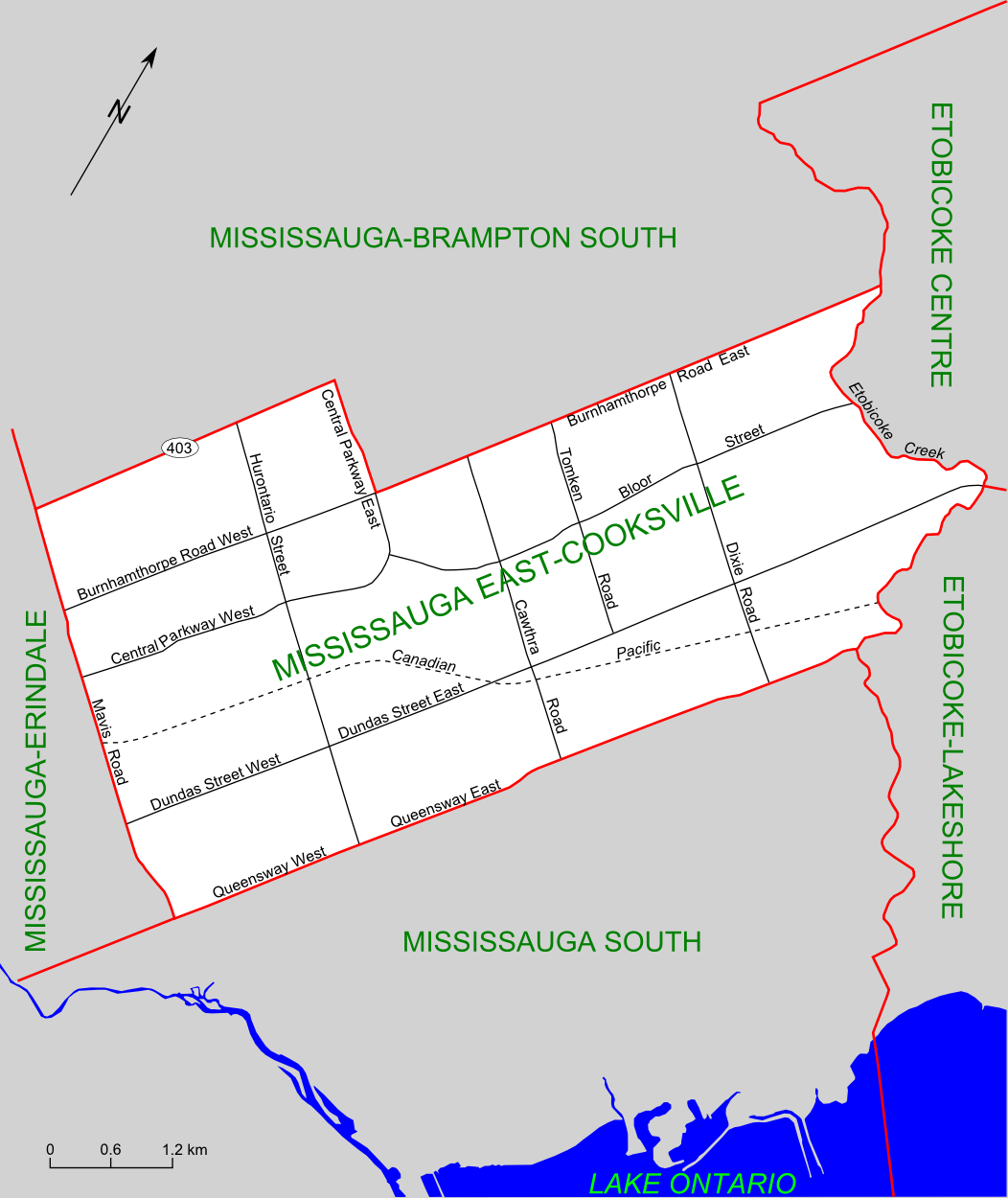
Circonscription de Mississauga-Est—Cooksville

La circonscription est située dans la région du grand Toronto, plus précisément dans la ville de Mississauga.
En 2011, les circonscriptions limitrophes étaient Etobicoke-Centre, Etobicoke—Lakeshore, Mississauga—Erindale et Mississauga-Sud. Après le redécoupage de 2012, les circonscriptions limitrophes sont Mississauga—Lakeshore, Etobicoke—Lakeshore, Etobicoke-Centre, Mississauga—Malton et Mississauga-Centre.

## Historique
| Législature                                                                               | Années        | Député         | Député           | Parti                     |
| ----------------------------------------------------------------------------------------- | ------------- | -------------- | ---------------- | ------------------------- |
| Mississauga-Est—Cooksville Circonscription issue de Mississauga-Centre et Mississauga-Est |               |                |                  |                           |
| 39e                                                                                       | 2007–2011     |                | Peter Fonseca    | Libéral                   |
| 40e                                                                                       | 2011–2014     | Dipika Damerla |                  | Libéral                   |
| 41e                                                                                       | 2014–2018     | Dipika Damerla |                  | Libéral                   |
| 42e                                                                                       | 2018–2022     |                | Kaleed Rasheed   | Progressiste-conservateur |
| 43e                                                                                       | 2022–2023     |                | Kaleed Rasheed   | Progressiste-conservateur |
| 43e                                                                                       | 2023–2025     |                | Kaleed Rasheed   | Indépendant               |
| 44e                                                                                       | 2025–en cours |                | Silvia Gualtieri | Progressiste-conservateur |

## Circonscription fédérale
Depuis les élections provinciales ontariennes du 4 octobre 2007, l'ensemble des circonscriptions provinciales et des circonscriptions fédérales sont identiques.